# Antonín František Karel Sedlnický z Choltic
Antonín František Karel svobodný pán Sedlnický z Choltic (německy Anton Franz Karl Freiherr von Sedlnitz; 20. června 1803 Krásná – 19. března 1879 Opava) hlava linie svobodných pánů rodu Sedlnických. Působil jako vysoký úředník ve státní správě Rakouského císařství.

## Život
Dne 1. června 1826 vstoupil do státních služeb na pozici kriminálního praktikanta v Brně, a následujícího roku se stal přísedícím tamního c. k. zemského soudu. V roce 1834 se stal členem slezského zemského sněmu, 26. listopadu 1839 protokolářem apelačního rady, roku 1842 slezským poslancem u stálého katastru a 11. září 1843 tajemníkem zemském soudu v Brně. Na tento úřad v roce 1846 rezignoval.
V roce 1847 se Sedlnický stal nejvyšším zemským soudcem v Opavě, a roku 1848 byl zvolen poslancem slezského zemského sněmu, roku 1849 členem c. k. pozemkové komice ve Slezsku, 15. listopadu 1860 místopředsedou slezského sněmu a 2. listopadu 1861 jeho předsedou. Tím zůstal až do zavedení nového ústaního zemského hejtmanského systému.
Antonín František byl také autorem spisu „Chronik der Grafen, Frey- und Pannierherren ''Odrowąz Sedlniczky'' von Choltitz“, později tiskem vydaného rukopisu (189 stran ve 4 svazcích) s množstvím genealogických tabulek.

### Manželství a rodina
V Opavě se 21. února 1841 Antonín František Karel oženil s hraběnkou Karolinou Augustou z Falkenhainu (6. 8. 1817 Opava – 24. 9. 1889 Jezdkovice). Manželé měli dvě děti:
- 1. Arnošt (Ernst, 23. 11. 1841 Brno – 30. 1. 1904 Gorice), poslanec Říšské rady a Slezského zemského sněmu, místopředseda a později předseda německé hospodářské a lesnické společnosti v Opavě
  - ⚭ (1871) hraběnka Helena (Ilka) Serényi de Kis-Sereny (30. 4. 1849 Brno – 9. 12. 1930 Vídeň)
- 2. Ida Marie (16. 3. 1843 Brno – 1. 1. 1922)
  - ⚭ (1867) Stanislav Sedlnický z Choltic (11. 9. 1836 Lipník nad Bečvou – 10. 1. 1913 Opava), poslanec Slezského zemského sněmu, majitel velkostatku Bílovec, roku 1908 povýšen do hraběcího stavu